# Rik Coppens
Henri François Louis (Rik) Coppens (Antwerpen, 29 april 1930 – Wilrijk, 5 februari 2015) was een Belgisch voetballer.

## Loopbaan
Coppens begon zijn clubcarrière op zestienjarige leeftijd bij Beerschot VAC waar hij in geen tijd uitgroeide tot publiekslieveling. Coppens stond bekend als een briljante balkunstenaar met een neus voor doelpunten. Hij werd tweemaal topschutter in de Belgische eerste klasse: in het seizoen 1952-1953 met 33 doelpunten en in het seizoen 1954-1955 met 36. In deze periode werd Coppens gevolgd door Europese topploegen als Barcelona, Inter, Napoli en Espanyol. Beerschot hield echter het been stijf en liet Coppens niet vertrekken.Zijn ouders hadden in die tijd een viswinkel in de Lange Zavelstraat te Antwerpen.
Coppens trok volle stadions en was een echte publieksspeler. Hij kon verdedigers doldraaien en tegenstanders keer op keer vernederen met zijn passeerbewegingen. Coppens entertainde het publiek: hij scoorde met zijn hak en wees voordat hij een strafschop nam de hoek aan waarin hij deze zou plaatsen. Onder impuls van Coppens versloegen de Rode Duivels op 26 september 1954 kersvers wereldkampioen West-Duitsland; hijzelf maakte een van de doelpunten. Coppens staat ook bekend om de uitvinding van de strafschop in drieën. Tijdens een voorronde wedstrijd in 1957 tegen IJsland, stond België 4-0 voor op het moment dat Rik Coppens een strafschop moest nemen. In een reflex kreeg hij de ingeving om de bal niet rechtstreeks te schieten, maar te passen naar zijn ploegmaat André Piters. Deze passte op zijn beurt de bal terug naar Coppens, waarop deze de bal in het lege doel kon schieten. Johan Cruijff heeft deze manier van scoren 25 jaar later nog eens herhaald met Jesper Olsen, waarna Lionel Messi en Luis Suarez dit op hun beurt, in 2016, in een thuismatch tegen Celta de Vigo, ook deden via een variant. 
Coppens werd in 1954 verkozen tot de beste speler in de eerste klasse en werd zo de allereerste winnaar van de Gouden Schoen. Hij bleef bij Beerschot tot hij in 1961 na een zoveelste ruzie met het bestuur verhuisde naar Olympic Charleroi. Vervolgens speelde hij nog bij Crossing Molenbeek, Berchem Sport en Tubantia Borgerhout alwaar hij voor het eerst kon proeven van het trainerschap.
Hij speelde in totaal 389 competitiewedstrijden en maakte daarin 261 doelpunten in de Eerste Klasse. Tussen 1947 en 1959 speelde Coppens ook 47 keer voor het Belgisch voetbalelftal waarbij hij 21 doelpunten maakte. In de Tweede Klasse speelde hij 166 wedstrijden en maakte hij 40 doelpunten.
Coppens werd op 10 december 2014 opgenomen in het ziekenhuis, waar hij op 5 februari 2015 overleed.

## Trivia
- Coppens had een bijrol in de film De ordonnans (1962).
- Coppens eindigde in 2005 op nr. 73 in de Vlaamse versie van de verkiezing van De Grootste Belg.
- Een bekende anekdote over Coppens beweert dat hij ooit een doelpunt maakte met zijn neus. In een Humo-interview van 4 mei 2010 vertelde Coppens dat dit verhaal schromelijk overdreven was.

## Trainerscarrière
- 1971 - 1974: Berchem Sport
- 1974 - 1978: Beerschot VAC
- 1979 - 1981: Berchem Sport
- 1981 - 1982: Club Brugge
- 1982 - 1984: Beerschot VAC

## Palmares

### Individueel
- Eerste Klasse Topscorer: 1952-53 (33 goals), 1954–55 (36 goals)[7]
- Gouden Schoen: 1954[8]
- Gouden Schoen van de 20ste Eeuw (1995): 4de plaats[9]